# Abu-Darba Muhàmmad (III)
Abu-Darba Muhàmmad (III) al-Mustànsir (àrab: أبو ضربة محمد المستنصر, Abū Ḍarba Muḥammad al-Mustanṣir) fou emir hàfsida de Tunis per nou mesos entre el 1317 i el 1318. Era fill del xeic almohade Ibn al-Lihyaní que el 1317 va abdicar en el seu fill i se'n va anar d'Ifríqiya.
Durant nou mesos Abu Darba va combatre contra Abu-Yahya Abu-Bakr (II) emir hàfsida de Bugia i Constantina, i fou finalment derrotat. Abu-Yahya Abu-Bakr II va entrar a Tunis i va refer la unitat de les dues branques hàfsides.